# حامية سلمان فارسي (مقاطعة إسلام آباد غرب)
بادغان‌سلمان‌فارسي (بالفارسية: پادگان‌سلمان‌فارسی) هي قرية ومنشأة عسكرية تقع في قسم حومة الجنوبي الريفي (مقاطعة إسلام آباد غرب) في إيران. يقدر عدد سكانها بـ 170 نسمة بحسب إحصاء 2016.